# Yan Morvan
Yan Morvan (Parijs, 4 april 1954 – aldaar, 20 september 2024) was een Franse fotojournalist en portretfotograaf. Morvan is bekend van zijn oorlogsfotografie en maatschappelijk werk. Hij fotografeerde straatbendes, Hells Angels en prostitutie in Bangkok.

## Biografie
Morvan, oorspronkelijk geboren in Parijs, vertrok na de scheiding van zijn ouders met zijn moeder naar Nice. In zijn tiener jaren keerde hij samen met Christine Boivin, een kunstenares en zijn latere echtgenote, terug naar Parijs. Daar studeerde hij film aan de Universiteit van Parijs in Vincennes. 
Morvan brak door in de fotografie eind jaren zeventig toen foto's van hem uit een reportage over een Parijse motorbende werden gepubliceerd in Paris Match. In 1979 documenteerde hij over een periode van zes maanden de prostitutie in Bangkok. In 1980 maakte hij een reportage van de staatsgreep in Turkije en daarmee begon zijn carrière als oorlogsfotograaf. Met gevaar voor eigen leven documenteerde hij de libanonoorlog de gevolgen daarvan in een periode van 1982 tot 1984. Twee van zijn foto's uit 1984 van deze oorlog kregen een eervolle vermelding bij de World Press Photo van het jaar.
In 1995, tijdens een opdracht om de onderwereld van Parijs vast te leggen, kwam Morvan in contact met een gewelddadige bende onder leiding van de als later ontmaskerde seriemoordenaar Guy Georges. Deze Georges zou Morvan drie weken lang 'gijzelen' door hem te verplichten hem en zijn bende te fotograferen en tevens hem geld af te persen. Na deze periode nam Morvan een tweetal jaren afstand van het fotograferen. Na de Kosovo-oorlog in 1999 nam hij tevens afstand van het fotograferen in oorlogsgebieden en richtte hij zich meer op projecten met maatschappelijke thema's. Pas tegen het einde van zijn leven in 2023 zou hij terugkeren naar conflictgebieden. Eerst documenteerde hij de oorlog in Oekraïne en daarna in Israël kort na de aanval van Hamas op 7 oktober.
Werk van Morvan is o.a. gepubliceerd in Newsweek, Paris Match en Le Figaro. Daarnaast hebben er wereldwijd diverse exposities van zijn werk plaatsgevonden waaronder in Musée de l'Armée in Parijs. In totaal publiceerde Morvan zo'n twintig boeken.
Morvan overleed op 20 september 2024 op 70-jarige leeftijd, aan de gevolgen van huidkanker.
- Bibliothèque nationale de France: cb11916956m (data)
- Gemeinsame Normdatei: 119259478
- International Standard Name Identifier: 0000 0000 7829 3115
- Library of Congress Control Number: no96009341
- PIC: 294967
- RKD-Nederlands Instituut voor Kunstgeschiedenis: 389019
- Système universitaire de documentation: 027039536
- Virtual International Authority File: 9850901
- WorldCat: E39PBJyX3vfBmgd8JcMrJtcgKd